# 蘇哈奧爾日察河
蘇哈奧爾日察河（烏克蘭語：Суха Оржиця），是烏克蘭的河流，位於該國中部，屬於丘姆哈克河的支流，流經切爾卡瑟州和波爾塔瓦州，河道全長37公里，流域面積223平方公里。